# One Piece Wanted!
One Piece Wanted! (WANTED!-尾田栄一郎短編集?, WANTED! - Oda Ei'ichirō tanpenshū) è una raccolta di manga autoconclusivi di Eiichirō Oda, pubblicata da Shūeisha a partire dal 4 novembre 1998 e comprende le storie Wanted! (ウォンテッド!?, Wonteddo!) del 1992, Il regalo dal futuro piovuto dal cielo (神から未来のプレゼント?, Kami kara mirai no purezento) del 1993, Il viaggio notturno del demone (?, Ikki yako) del 1993, Monsters (モンスターズ?, Monsutāzu) del 1994, e Romance Dawn (ROMANCE DAWN - 冒険の夜明け?, ROMANCE DAWN - Bōken no yoake) del 1996. L'edizione italiana è stata distribuita da Star Comics dal 3 settembre 2003.

## Wanted!
Un pistolero, Gill Bastard, uccide i nemici solo per difendersi, ma per questo si ritrova ad avere una taglia spropositata sulla testa ed è quindi braccato da numerosi cacciatori di taglie tra cui uno di nome Wild Joe che, dopo essere stato ucciso per autodifesa, inizia a perseguitarlo sottoforma di spirito poiché determinato a possedere il corpo di qualcuno per avere la rivincita da Gill prima che questi venga ucciso a sua volta dal sicario Sino Phoenix, assoldato dalla polizia per eliminarlo. Qualche tempo dopo Gill e Sino si incontrano per caso in un bar e iniziano un impegnativo duello nel corso del quale Joe finisce per possedere il corpo di Gill riuscendo a sconfiggere il sicario e ad accedere perciò nell'aldilà liberando Gill dalla sua persecuzione.

## Il regalo del futuro piovuto dal cielo
Un giovane ladruncolo di nome Bran non riesce a smettere di compiere furti, e viene preso di mira da Dio in persona! Questi afferma che la sua esistenza è inutile e dannosa, e per questo sostiene che sia inutile continuare a lasciarlo in vita. Mentre scrive la sentenza di morte del ragazzo per colpa di un meteorite che gli dovrebbe precipitare addosso, commette un errore nella scrittura del nome "Bran" scrivendo "Branchi", che è il nome di un grande centro commerciale. Sapendo che lasciar cadere sopra ad un centro commerciale un meteorite provocherebbe una carneficina, riesce a convincere Bran a salvare i clienti del centro commerciale in cambio della sua vita.

## Il viaggio notturno del demone
Un monaco di nome Guko cammina in un bosco alla ricerca di un posto per passare la notte. Sente poi qualcuno che lo chiama, quindi viene attaccato da un mostro. Guko tempestivamente scappa via ed esce dalla foresta. Egli vede un villaggio e va a chiedere se si può passare la notte lì. Si rende conto che in quel villaggio può chiedere aiuto per sterminare quel mostro che ha visto in precedenza, così chiede se vi è un tempio vicino dove poter svolgere le sue pratiche ascetiche. La sua intuizione è corretta, e così l'intero villaggio chiede il suo aiuto per uccidere il mostro cannibale, egli accetta malvolentieri.
Una volta al tempio viene apparentemente attaccato da un mostro. Egli evita l'attacco e prega per la sua vita, dicendo che lui non ha un buon sapore. Il mostro gli chiede di poter entrare nella sua casa, il tempio, e si toglie la maschera rivelando di essere la divinità custode del tempio che è stato lì per trecento anni. Egli rivela che per la noia, aveva deciso di spaventare gli esseri umani, con quella maschera per intrattenimento.
Il custode rivela a Guko di voler cercare il suo padrone, che era scomparso cinque anni prima. Guku esprime il suo sollievo perché non vi è alcun mostro e chiede del cibo, dal momento che egli lasciò il suo quella sera quando il "mostro" lo spaventò. Il custode rimane sorpreso di questa dichiarazione, perché non si ricorda di averlo spaventato in precedenza. Ammette poi che quella sera stava spaventando la gente nella foresta a ovest, mentre Guko era a est. Il guardiano dice poi che tempo prima un altro monaco, suo amico, andò ad uccidere un cannibale e che probabilmente c'è un cannibale reale. Guko decide allora di fuggire, invece di combattere, ma il cannibale gli tende un'imboscata. Dopo essere stato gravemente sconfitto dal mostro, Guko cerca di arrivare ad un compromesso con l'antropofago. Il cannibale spiega che odia i monaci, perché in precedenza, un altro monaco, dopo aver parlato con lui lo prese alla sprovvista attaccandolo. Successivamente se lo mangiò.
Guko poi scopre che il nome del monaco era Koshin, e che il cannibale aveva preso i vestiti dopo averlo mangiato. Egli rivela poi che Koshin era proprio il suo maestro che stava cercando. Guko prende la spada del guardiano, e dopo una breve lotta, taglia il cannibale a metà, uccidendolo. Così da quel giorno, Guko, con quella spada, viaggiò allo scopo di sterminare i mostri. La gente salvata da lui lo descrive con una cicatrice sulla fronte, e con una spada, nonostante sia un monaco.

## Monsters
Questa storia fu in seguito inserita nella trama di One Piece, come background del personaggio di Ryuma, che è il protagonista di Monsters e in questa storia ricorda molto Roronoa Zoro, e così anche la sua ambientazione, il Paese di Wa. Ryuma, viaggiando, raggiunge una città e qui non riesce a trovare cibo essendo senza soldi. Per pietà lo salva una cameriera di un ristorante del luogo, Flea. In questo ristorante incontra Cirano, abile spadaccino e i due si sfidano. Il duello però, affinché i due contendenti non distruggessero il locale, viene fermato. Poi, mentre Ryuma, andandosene dal locale, cammina per strada, la sua spada si scontra per caso con quella di un altro uomo che passava di lì, Dierre, e così Ryuma, interpretando il gesto come una sfida, lo ferma. Fermando Dierre, lo vede con un pugnale nel corpo e Dierre accusa lui di essere il colpevole. Dierre, per vendicarsi, estrae dalla sua giacca un corno, il Corno del Dragone, che sembra permettergli di richiamare un drago sulla città. Tutta la città così fugge e ritiene Ryuma responsabile dell'accaduto, mentre Cirano dice a tutta la città che ci penserà lui a fermare il drago. Nella città non sembra rimanere più nessuno eccetto Cirano e Ryuma, il quale però sente da lontano una conversazione fra Cirano e Dierre, che dunque non era morto pugnalato. Origliando, Ryuma scopre che Cirano e Dierre sono un'associazione a delinquere: con qualche sotterfugio, Dierre fa in modo di richiamare il drago su una città, poi Cirano dice di occuparsi del drago e, mentre la città è evacuata, i due derubano tutte le case che poi vengono distrutte dal drago. In preda alla collera Ryuma raggiunge i due delinquenti e sconfigge con un solo fendente Cirano. Poi arriva il Drago e, dopo poco, Ryuma lo sconfigge.

### Personaggi
- Ryuma
- Flea
- Cirano (シラノ?, Shirano): spadaccino delinquente che Ryuma sconfigge. L'aspetto di Drakul Mihawk di One Piece è ispirato a lui.
- Dierre (D.R. (ディーアール)?, Dī Āru): aiutante di Cirano, che possiede il Corno del dragone.
- Drago di Wa (龍和?, Wa no Ryuu): Il drago richiamato da Dierre. In One Piece, viene menzionato da Hogback a Thriller Bark raccontando brevemente l'impresa di Ryuma.

## Romance Dawn
Questa è la seconda versione pilota del manga One Piece. La prima versione di One Piece, intitolata anch'essa Romance Dawn comparve sul 41° numero di Weekly Shōnen Jump del 1996, e in seguito è stata pubblicata sul databook One Piece Red. Il giovane pirata Monkey D. Rufy viaggia per mare e incontra Ann (アン?, An), una ragazza catturata da Spiel l'Esagono (六角のシュピール?, Rokkaku no Shupīru), un temibile pirata che sa usare la magia e che ha soggiogato ai suoi ordini Ann. Dopo alcune vicissitudini, Rufy libera Ann da Spiel sconfiggendolo.

### Le differenze conOne Piece
Sebbene essa sia una prima versione di One Piece è comunque molto diversa dal manga che ne scaturirà, più diversa forse anche della prima versione di questo manga, la prima Romance Dawn citata all'inizio del paragrafo su questo manga. Infatti:
- Alcuni particolari di Rufy e della sua vita prima di diventare pirata sono diversi: i frutti del diavolo non vengono menzionati e infatti il frutto Gom Gom proviene da un particolare albero che dà il potere di diventare di gomma anche se rende incapaci di nuotare come i suddetti frutti; inoltre il cappello di paglia di Rufy gli è stato dato da suo nonno (dal cui aspetto è tratto il nonno di Rufy in One Piece, Monkey D. Garp) che fu uno dei più grandi marine della storia. La figura di Shanks non è presente in questa versione anche se è presente nella prima.
- In questa storia esiste la magia elementale, assente in One Piece.
- In questa storia non esiste il nucleo centrale della serie: non esiste infatti lo One Piece.
- In questa storia, come nella prima versione di One Piece, compare esplicitamente la distinzione fra due opposte categorie di pirati che si rifanno a due diverse concezioni della pirateria: vi sono i Piece-Main, pirati idealisti, con dei principi morali, che salpano per il gusto dell'avventura e i Morgania, pirati che non hanno principi morali e che salpano solo per rubare e diventare potenti. Di questa distinzione non si parla in One Piece, anche se molti personaggi hanno comportamenti riconducibili a queste categorie, pur in maniera non così chiaramente stereotipata.

## Adattamenti
Il personaggio di Gill Bastard compare, assieme al fantasma di Wild Joe, nel film One Piece - Per tutto l'oro del mondo e successivamente viene introdotto nel manga comparendo come zombie a Thriller Bark in un cameo adattato nell'episodio 344 nonché in un flashback nell'episodio 1130 dove viene rivelato essere stato membro dei Pirati Rocks.
La seconda versione di Romance Dawn è stata trasposta nell'episodio 907 della serie animata di One Piece per festeggiare i 20 anni dall'uscita dell'anime. Questo adattamento non va confuso con l'ONA del 2008 One Piece: Romance Dawn Story (ワンピース ロマンス ドーン ストーリー?), adattamento della prima versione di Romance Dawn.
MONSTERS - Centotré emozioni... Inferno del drago volante, adattamento della storia breve Monsters, è stato pubblicato su Netflix e Prime Video il 24 gennaio 2024. Il personaggio di Ryuma ha inoltre un ruolo secondario come zombie al servizio di Gekko Moria, nella Saga di Thriller Bark.